# 雷德班克斯 (北卡羅萊納州)
雷德班克斯（英語：Red Banks）是位於美國北卡羅萊納州羅伯遜縣的非建制地區。

## 歷史
雷德班克斯的郵局於1867年設立，其後於1905年停運。

## 地理
雷德班克斯所處的海拔為高於海平面54米（即177英呎），而該地所採用的時區為UTC-5，即北美东部时区（EST）。同時該地設有夏令時間，為UTC-5調快一小時，即UTC-4（EDT）。